# افسانه شجاعان
افسانه شجاعان (Xiao Ao Jiang Hu، 笑傲江湖، شیائو آئو جیانگ خو، خنده در باد) مجموعهٔ تلویزیونی چینی است که در سال ۲۰۰۱ در شبکه سی‌سی‌تی‌وی پخش شد. این مجموعه دارای ۴۰ قسمت و با بازی لی یا پنگ و شو چینگ و به تهیه‌کنندگی جانگ جی جونگ و کارگردانی خوآنگ جیئن جونگ و یوئن بین است. این مجموعه بر اساس رمانی نوشتهٔ جین یونگ سال ۱۹۶۷ است.
در سال ۲۰۱۲، ساخت جدیدی از این سریال و با کمی تغییر در داستان کلید خورد. این سریال تحت عنوان شمشیرزن از هونان تی‌وی چین پخش شد.

## بازیگران
- لی یا پنگ در نقش لینگ‌خو چونگ
- شو چینگ در نقش رن ئینگ ئینگ (ین ین)
- وی زی در نقش یوئه بو چون
- میائو ئی ئی در نقش یوئه لینگ شان
- لی جیه در نقش لین پینگ جی
- لیو دونگ در نقش نینگ جونگ زُو (خانم یوئه)
- چن لی فونگ در نقش ئی لین
- لی چین چین در نقش دینگ ئی
- لو شیائو خو در نقش رن وو شینگ
- بایین در نقش شیانگ ون تیئن
- مائو وی تائو در نقش دونگ فانگ بوبای
- تو من در نقش زوئو لِنگ چان
- جانگ خنگ پینگ در نقش لو بای
- لی فی در نقش لَن فونگ خوآنگ
- پنگ دنگ خوآی در نقش یو تانگ خای
- سون‌های ئینگ در نقش تیئن بُو گوآنگ
- شیو زونگ دی در نقش لیو جنگ فونگ
- زانگ جین شنگ در نقش راهب بو جیه
- وانگ جن رونگ در نقش چُونگ شو
- فونگ شی جون در نقش فانگ جنگ
- لیو جونگ یوئن در نقش مُو دا
- خوآنگ زونگ لوئو در نقش پزشک پینگ ئی جی
- جائو فو یو در نقش لائو دُو نوئو
- گونگ لی فونگ در نقش لو دا یُو
- گونگ جی جون در نقش چو یانگ
- یو چنگ خوئی در نقش فونگ چینگ یانگ
- نیو بائو جون در نقش یانگ لیانگ تینگ
- لی جنگ پینگ در نقش لین جن نَن

## داستان
ماجرای سریال دربارهٔ جوانی به نام لینگ‌خو چونگ است. بچه یتیمی که توسط استاد یوئه بو چون و همسرش بزرگ شد. او شاگرد اول یوئه بو چون (رئیس گروه خوآشان) است. بسیاری از شمشیرزن‌ها و رزمی‌کارهای آن زمان به دنبال دست‌نوشته آموزش شمشیرزنی بی شیه (شمشیرزنی پیشرفته) بودند که کسی آن را یادمی‌گرفت قدرتش تا حد شکست‌ناپذیر شدن افزایش پیدا می‌کرد. دست‌نوشته آموزش شمشیرزنی بی شیه در دست خانواده لین قرار داشت. رئیس گروه چینگ‌چنگ، یو تانگ خای برای به دست آوردن این دست‌نوشته و هم به خاطر کینه‌ای که نسبت به این خانواده داشت با نقشه‌ای قصد حمله به این خانواده را داشت. خانواده لین گارد حفاظتی فو وِی در فو جیان هستند با اتفاقات مرموز و کشته شدن تعدادی از افرادش که پیش می‌آید آن‌ها تصمیم به فرار می‌گیرند که در واقع تله گروه چینگ‌چنگ است. گروه چینگ‌چنگ آقا و خانم لین را دستگیر ولی پسرشان لین پینگ جی با دخالت لینگ‌خو چونگ و دختر استاد یوئه، یوئه‌لینگ‌شان از دست آن‌ها فرار می‌کند؛ و در ادامه لینگ‌خو چونگ مجبور است با گروه چینگ‌چنگ مبارزه کند و بر انتها پیروز می‌گردد.

## شخصیت‌ها

### گروه خوآ شان
- یوئه بو چون (Yue bu qun): رئیس گروه خوآ شان
- نینگ جونگ زُو (Ning zhong ze): همسر و خواهر رزمی (شاگرد یک استاد) یوئه بو چون
- لینگ خو چونگ (Ling hu chong): شاگرد اول گروه خوآ شان و قهرمان اصلی سریال
- لائو دُو نوئو (Lao de nuo): شاگرد دوم گروه خوآ شان
- لو دا یُو (Lu da you): شاگرد ششم گروه خوآ شان
- یوئه لینگ شان (Yue ling shan): دختر استاد یوئه بو چون و نینگجونگ زُو
- لین پینگ جی (Lin ping zhi): از نوادگان لین یوئن تو (کسی که فن شمشیر زنی بی شیه را به وجود آورد) و شاگرد گروه خوآشان
- لیو خُو آر (Liu hou'er): شاگرد گروه خوآشان و بهترین دوست لینگ خو چونگ
- فونگ بو پینگ (Feng bu ping): برادر رزمی یوئه بو چون که از گروه خوآ شان اخراج شد
- فونگ چینگ یانگ (Feng qing yang): استاد بزرگ شمشیر زنی که گروه خوآ شان را ترک کرد

### گروه سونگ شان
- زوئو لِنگ چان (Zuo leng chan): رئیس گروه سونگ شان
- دینگ میئن (Ding mian): دومین برادر رزمی زوئو لِنگ چان
- لو بای (Lu bai): سومین برادر رزمی زوئو لِنگ چان
- فِی بین (Fei bin): چهارمین برادر رزمی زوئو لِنگ چان

### گروه خِنگ شان (جنوب)
- مُو دا (Mo da): رئیس گروه خنگ شان
- لیو جِنگ فونگ (Liu zheng feng): برادر کوچک رزمی استاد مُو

### گروه تای شان
- تیئن مِن (Tian men): رئیس گروه تای شان

### گروه خِنگ شان (شمال)
- دینگ شیئن (Ding jing): رئیس گروه خنگ شان و دومین خواهر رزمی دینگ جینگ
- دینگ جینگ (Ding xian): اولین خواهر رزمی گروه خنگ شان
- دینگ ئی (Ding yi): سومین خواهر رزمی گروه خنگ شان
- ئی لین (Yi lin): شاگرد خواهر دینگ ئی

### گروه چینگ چنگ
- یو تانگ خای (Yu cang hai): رئیس گروه چینگ چنگ
- خُو رن ئینگ (Hou ren ying): شاگرد گروه و اولین نفر از چهار قهرمان چینگ چنگ
- خُونگ رن شیونگ (Hong ren xiong): شاگرد گروه و دومین نفر از چهار قهرمان چینگ چنگ
- یو رن هائو (Yu ren hao): شاگرد گروه و سومین نفر از چهار قهرمان چینگ چنگ
- لوئو رن جیه (Luo ren jie): شاگرد گروه و چهارمین نفر از چهار قهرمان چینگ چنگ

### گروه الهی (新، در فیلم به نام گروه درخشان و شیطانی)
- رِن وو شینگ (Ren wo xing): رئیس قبلی گروه شیطانی
- شیانگ وِن تیئن (Xiang wen tian): یکی از بزرگترها در گروه شیطانی
- چو یانگ (Qu yang): یکی از بزرگترها در گروه شیطانی که با لیو جنگ فونگ از گروه خنگ شان جنوب دوست شد
- دونگ فانگ بو بای (Dong fang bubai): معروف به شکست ناپذیر شرق، رئیس گروه شیطانی
- رِن ئینگ ئینگ (Ren ying ying) / شنگو (Shen Gu، زن الهی) (新股): دختر رن وو شینگ و دومین شخص پر قدرت گروه

### گروه شائو لین
- فانگ جِنگ (Fang zheng): راهب بزرگ معبد شائولین و رئیس گروه شائولین
- فانگ شِنگ (Fang sheng): برادر کوچک رزمی فانگ جنگ